# Gangotri
Gangotri (tiếng Hindi: गंगोत्री) là một điểm dân cư và Nagar Panchayat ở huyện Uttarkashi, bang Uttarakhand, Ấn Độ, nằm bên sông Bhagirathi. Đây là một nơi hành khất với tín đồ Ấn Độ giáo và là nơi bắt nguồn của sông Hằng. Nó nằm trên dãy Himalaya, ở độ cao 3.100 mét (10.200 ft).